# Przerzutki planetarne
Przerzutka planetarna (wewnętrzna) – przerzutka rowerowa montowana w tylnej piaście rowerowej zwanej piastą planetarną lub wielobiegową.
Przerzutki planetarne powstały pod koniec XIX wieku. Pierwszą opatentowaną piastą tego rodzaju był kompaktowy model 2-biegowy wykonany przez Sewarda Thomasa Johnsona w Noblesville (USA). Do lat 70. XX w. piasty wielobiegowe były jedynym mechanizmem odpowiedzialnym za zmianę biegów w rowerach. W ostatnich dekadach XX w. ustąpiły one popularnością przerzutkom zewnętrznym, wynalezionym przez włoskiego kolarza Tullio Campagnolo. Współcześnie piasty wielobiegowe montowane są przede wszystkim w rowerach miejskich oraz trekkingowych, w tym w modelach elektrycznych.
Serie i modele popularnych piast wyposażonych w przerzutki planetarne:
- Shimano Nexus – seria podstawowych piast planetarnych japońskiej marki Shimano. Piasty Nexus mają od 3, 7 lub 8 biegów[3].
- Shimano Alfine – wyższa seria piast planetarnych Shimano mająca 8 (Alfine 500) lub 11 biegów (Alfine 700)[4].
- Rohloff Speedhub – 14-biegowa piasta planetarna o zakresie porównywalnym do napędów w układzie 3x8, 3x9 lub 3x10[5].
- Enviolo Heavy Duty – przykład piasty planetarnej o płynnej, bezstopniowej zmianie przełożeń z zakresem 380%[6].
- SRAM T3 Torpedo – model będący konstrukcyjnym spadkobiercą piast wielobiegowych firmy Sachs, popularnych w XX w. Piasta SRAM T3, podobnie jak wiele innych modeli planetarnych, zawiera hamulec Torpedo.

## Zasady działania piasty planetarnej
W rowerach z piastą wielobiegową łańcuch nie zmienia ułożenia, ponieważ napęd ma tylko dwie zębatki – koronkę tylnej piasty i zębatkę mechanizmu korbowego. Za pociągnięciem lub poluzowaniem naciągu linki przerzutki zmieniane jest za to ułożenie trybów umieszczonych wewnątrz piasty.
Standardowo jeden obrót zębatki piasty oznacza jeden obrót koła. To ustawienie przypisane zazwyczaj do środkowego biegu przerzutki planetarnej, czyli np. drugiego w trzybiegowej piaście. Na najwyższym biegu zębatka piasty kręci się wolniej od trybu, a tym samym – od całego koła. Pedałowanie wymaga więc dużej mocy, ale efekt napędzania koła jest bardzo wyraźny. Na niskich biegach przerzutki jeden obrót zębatki skutkuje zaś niepełnym obrotem koła. Kręcenie przez kolarza korbą, łańcuchem i zębatką piasty jest w tym przypadku łatwiejsze, ale na koło, za pośrednictwem piasty planetarnej, przełożona zostaje mniejsza moc.
Przełożenie jest zmniejszane za pomocą pociągnięcia linki przerzutki, która ciągnie za łańcuszek zaczepiony o wypychającą tryby sprężynę. W efekcie tryby cofają się w kierunku zębatki, przez co część z nich – określona dla danego przełożenia – przestaje napędzać ruch koła.

## Zalety przerzutek planetarnych
- Wysoka estetyka napędu – wynika z niewielkiej liczby zewnętrznych komponentów. Mechanizm zmiany przełożeń jest schowany w piaście, a korba z kasetą mają tylko po jednej zębatce.
- Możliwość zmiany przełożenia podczas postoju – wybór trybu wewnątrz piasty nie wymaga obrotu koła, w przeciwieństwie do zmiany położenia łańcucha w napędzie z przerzutką zewnętrzną.
- Wytrzymałość przerzutki planetarnej – korpus chroni elementy przed uszkodzeniami mechanicznymi oraz szkodliwymi warunkami zewnętrznymi, np. wilgocią.
- Prostota obsługi napędu – do zmiany przełożeń potrzebna jest tylko jedna manetka.
- Łatwe czyszczenie części zewnętrznych napędu – jest ich niewiele.

## Wady przerzutek planetarnych
- Wąski zakres przełożeń w tańszych piastach oraz wysoka cena przerzutek planetarnych o wyższej liczbie biegów.
- Wysoka masa przerzutek planetarnych – ważą więcej od odpowiedników zewnętrznych.
- Trudność serwisowania elementów ukrytych w piaście, wykraczająca poza możliwości amatorskiej naprawy.